# Týnec, Břeclav
Týnec là một làng thuộc huyện Břeclav, vùng Jihomoravský, Cộng hòa Séc.